# Vườn quốc gia Oze
Vườn quốc gia Oze (尾瀬国立公园 Oze Kokuritsu Koen ?), là một khu vực bao gồm mở Greenland trong Fukushima, Tochigi, Gunma và Niigata của Nhật Bản. Nó có diện tích tự nhiên 372 km ² và là vườn quốc gia thứ 29 tại Nhật Bản.
Thành lập vào ngày 30 tháng 8 năm 2007, vườn quốc gia bao gồm các đầm lầy và những ngọn núi trong khu vực Oze, trước đây là một phần của Vườn quốc gia Nikkō, cùng các khu vực lân cận khác bao gồm Aizu-Komagatake và núi Tashiroyama.
Đây cũng là vườn quốc gia mới được mở cửa sau 20 năm, kể từ khi Vùng đất ngập nước của vườn quốc gia Kushiro-Shitsugen được mở cửa vào năm 1987.